# ウェイン州立大学
ウェイン州立大学（英:Wayne State University）は、1868年に創立された、アメリカ合衆国ミシガン州デトロイトにある総合州立大学である。

## 学部
- School of Business Administration
- College of Education
- College of Engineering
- College of Fine, Performing & Communication Arts
- Graduate School
- Irvin D. Reid Honors College
- Law School
- College of Liberal Arts and Sciences
- School of Library and Information Science
- School of Medicine
- College of Nursing
- Eugene Applebaum College of Pharmacy and Health Sciences
- School of Social Work

## 卒業生
- ケイシー・ケイサム - 声優、ラジオDJ
- トム・サイズモア - 俳優
- ルーベン・サンチャゴ＝ハドソン - 俳優
- トム・スケリット - 俳優
- ジェフリー・タンバー - 俳優
- リリー・トムリン - 女優
- アーニー・ハドソン - 俳優
- アニタ・バロン - 女優
- S・エパサ・マーカーソン - 女優
- ティム・メドウス - 俳優
- デヴィッド・ラムゼイ - 俳優
- ロイド・リチャーズ - 俳優
- キエラ・キキ・シェアード - ゴスペルシンガー
- シクスト・ロドリゲス - ミュージシャン
- ウエイン・W・ダイアー - スピリチュアリスト
- ペッパー・アダムス - ジャズ・サクソフォーン奏者
- ドナルド・バード - ジャズ・トランペット奏者
- ケニー・バレル - ジャズギター奏者
- カーティス・フラー - ジャズ・トロンボーン奏者
- ジョー・ヘンダーソン - ジャズ・サクソフォーン奏者
- ジェイムズ・カーナウ - 作曲家
- ジョン・コニャーズ - アメリカ合衆国下院議員
- ヘレン・トーマス - ジャーナリスト
- アーサー・ダントー - 美術評論家
- ラリー・ブリリアント - 疫学者
- ダグラス・マクレガー - 心理学者、経営学者
- ジョン・ドハーティ - 陸上競技選手、1928年アムステルダムオリンピック十種競技銅メダリスト
- アンソニー・バス - プロ野球選手
- ロレンゾ・ライト - 陸上競技選手、1948年ロンドンオリンピック400mリレー金メダリスト
- ジェリー・リネンジャー - 宇宙飛行士
- Joji Nagashima (born 1955; 永島譲二) - カーデザイナー/automobile designer for BMW